# Ovidiu Perianu
Ovidiu Perianu (n. 16 aprilie 2002, Bârlad, Vaslui, România) este un fotbalist român, care joacă pe post de mijlocaș la CFR Cluj în SuperLiga României. Pe plan internațional, are prezențe la națională pentru România Sub-17 și România Sub-21.